# 施莱森
施莱森是德国石勒苏益格－荷尔斯泰因州的一个市镇。总面积7.99平方公里，总人口518人，其中男性235人，女性283人（2011年12月31日），人口密度65人/平方公里。